# Instrumentalunterricht

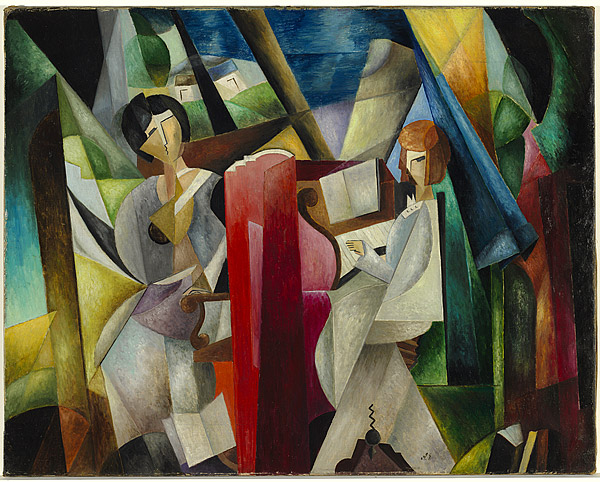
The music lesson. Ölgemälde von Alexandra Exter, ca. 1925.

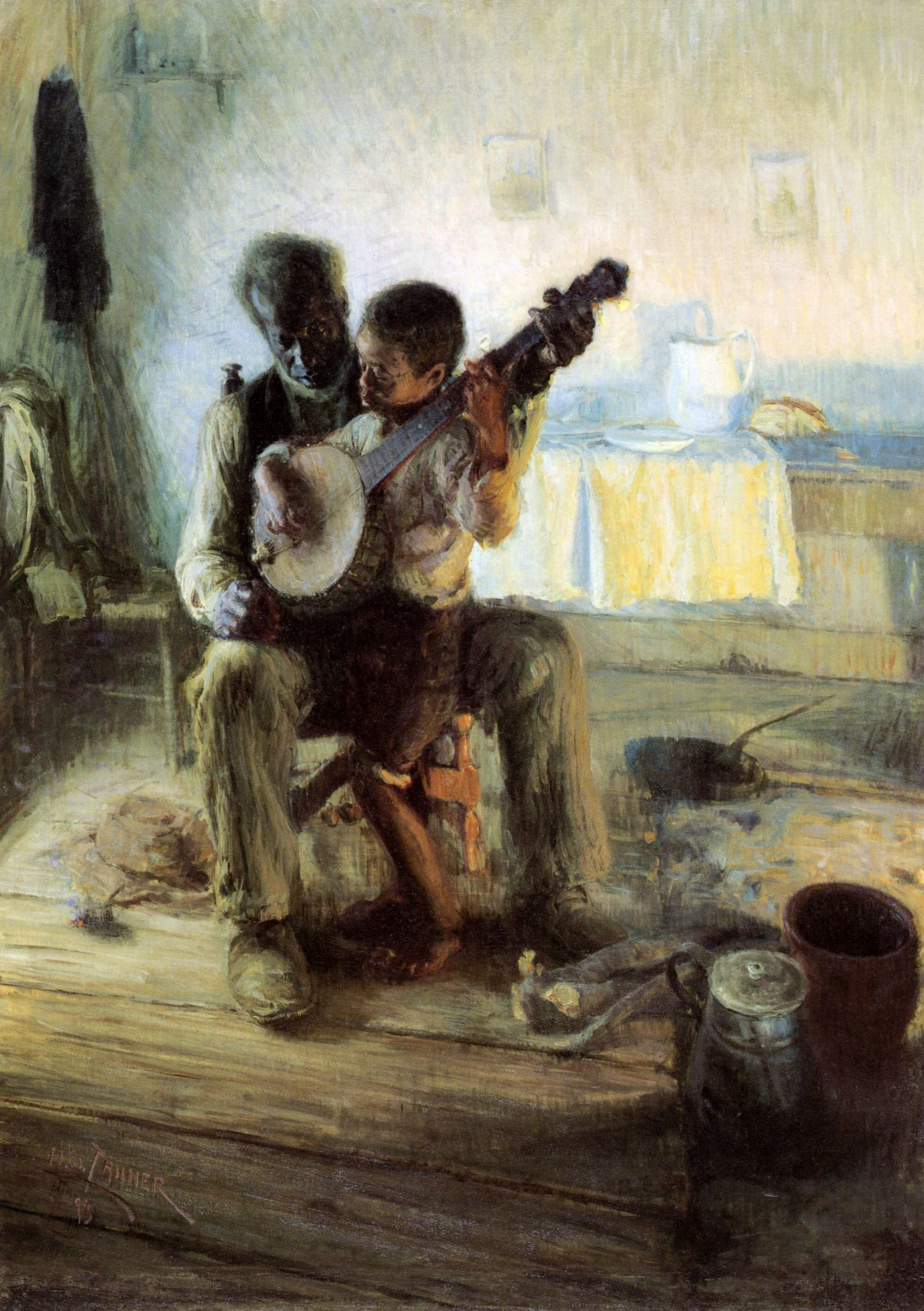
Die Banjo-Stunde. Ölgemälde von Henry Ossawa Tanner aus dem Jahre 1893.

Instrumentalunterricht ist Unterricht, bei dem das Spielen eines Musikinstruments und darüber hinaus meist auch weitere musikalische Kompetenzen und Kenntnisse gelehrt bzw. vermittelt werden.

## Geschichte
Weite Verbreitung fand der Instrumentalunterricht mit der Entstehung der bürgerlichen Gesellschaft im ausgehenden 17. Jahrhundert, zur selben Zeit also, in der auch das Klavier erfunden wurde. Wie die Sozialgeschichte des Klaviers zeigt, sind Klavier und Bürgertum eng miteinander verknüpft. Der Klavierunterricht und das häusliche Klavierspiel wurde ein definierender Teil des bildungsorientierten bürgerlichen Lebensstils, der vor allem von Frauen und Mädchen ausgefüllt wurde, da Privat- und Erwerbssphäre scharf voneinander getrennt waren. Ein Symbol des bürgerlichen Selbstverständnisses ist die Wertschätzung des Klaviers und der klassischen Musik bis heute geblieben, wobei sich die Implikationen des Instrumentalunterrichts im Laufe der Zeit jedoch gewandelt haben. So setzen Eltern unter dem Eindruck des aktuellen Erziehungsdiskurses heute bewusst auch auf die Transfereffekte des Instrumentalunterrichts, d. h. auf die darin angelegte Möglichkeit, moderne pädagogische Desiderate wie Motivation, Konzentration, Fleiß und Selbstdisziplin einzuüben.

## Verbreitung
Die Gesellschaft für Konsumforschung gab 2008 eine Studie über den Besitz von Musikinstrumenten und über das Musizieren in Auftrag, für die 11.900 Haushalte in Deutschland befragt wurden. Die Studie zeigte, dass in 34,1 % aller Haushalte mindestens ein Musikinstrument vorhanden war. Mehr als die Hälfte davon (54,7 %) waren Haushalte mit Kindern unter 15 Jahren. 49,9 % waren Beamtenhaushalte. In 25,6 % der Haushalte, die ein Instrument besaßen, wurde tatsächlich auch Musik gemacht.
Von den Befragten, die ein Instrument spielten, gaben 62 % an, dass sie den Unterricht im Alter zwischen 5 und 11 Jahren begonnen haben; nur 8,8 % hatten mit 19 Jahren oder später begonnen. 51 % gaben an, dass ihre Eltern sie ermutigt haben, ein Instrument zu erlernen; 46 % erklärten, dass sie sich selbst dafür interessiert hatten. 61,2 % haben ihr Instrument im Privatunterricht, 16,5 % in der Schule und 14,5 % autodidaktisch erlernt.

## Faktoren des Lernerfolgs

### Die Eltern
In verschiedenen Studien wurde nachgewiesen, dass die musikalische Entwicklung des Kindes eng mit dem Engagement korreliert ist, das die Eltern hinsichtlich des Instrumentalunterrichts ihres Kindes erkennen lassen. Dieses Engagement der Eltern zählt zu den machtvollsten Faktoren, die darüber bestimmen, ob ein Kind seinen Instrumentalunterricht erstens kontinuierlich fortsetzt und wie erfolgreich dieser Unterricht zweitens ist. Kinder, die in der Frühphase ihres Unterrichts von den Eltern ermutigt und emotional stark unterstützt werden, brechen ihre Ausbildung weniger häufig ab als Kinder, die im Elternhaus nur geringe Unterstützung finden und deren Eltern an Musik weder besonderes Interesse haben noch ein musikalisches Interesse im Verlaufe der Zeit – während ihr Kind ein Musikinstrument studiert – entdecken. Die besten Lernleistungen sind bei Kindern zu beobachten, deren Eltern – insbesondere in der Frühphase der Ausbildung – stark in den Unterricht und das Üben des Kindes involviert sind, das Kind nach Kräften unterstützen und parallel zum Lernen des Kindes ihr eigenes Interesse an der Musik immer weiter entfalten.
Die umfassende Integration des familiären Umfelds und die Mitgestaltung der Unterrichtprozesse durch die aktive Teilhabe eines Elternteils ist ein wesentlicher Pfeiler in der Unterrichtsphilosophie der Suzuki-Methode. Insbesondere den sogenannten „Suzuki-Müttern“ kommt hier eine wichtige Rolle zu, da diese nicht nur für die Einhaltung und Protokollierung des täglichen Übungspensums Verantwortung übernehmen, sondern nach Möglichkeit auch die Grundlagen des Instruments ihres Kindes selber beherrschen beziehungsweise zeitgleich erlernen sollten. Zusätzlich wird die beobachtende Teilnahme an einzelnen Unterrichtseinheiten empfohlen.

### Das Üben
Dass die Effizienz des Instrumentalunterrichts in hohem Maße von der Sorgfalt, Menge und Regelmäßigkeit des Übens abhängt, ist unter Musikpädagogen weitgehend unbestritten. Das Erlernen der meisten Instrumente erzeugt eine Fülle ungewohnter und progressiv schwieriger motorischer Aufgaben, die noch dazu im koordinierten Multitasking ausgeführt werden müssen. Ein zügiger und als befriedigend empfundener Lernfortschritt ist nur zu erzielen, wenn diese Aufgaben durch stures Training verinnerlicht und automatisiert werden. Qualitativ besonders herausragende Musiker haben beim Erreichen des 20. Lebensjahres oftmals bereits mehr als 10.000 Stunden mit dem Üben ihres Instrumentes verbracht.
Insbesondere jüngere Kinder sind nicht leicht an Übungsroutinen heranzuführen, und zwar unabhängig von ihrer musikalischen Begabung. Wie Manfred Spitzer aufgewiesen hat, verweigern sich dem Üben oft besonders begabte, intelligente Kinder, die es aus der Schule gewohnt sind, sich neue Kompetenzen schnell und sprunghaft (implizit) anzueignen, im Instrumentalunterricht aber etwas erlernen sollen, das langsam, graduell und explizit erarbeitet werden muss, was ihnen zuwider ist, weil sie sich dabei ständig als unzulänglich wahrnehmen. Mit der alltäglichen Erfahrung, dass Kinder ein Instrument zwar gern spielen, aber nicht üben, haben sich Instrumentalpädagogen und Eltern auch im Erziehungsdiskurs der Vereinigten Staaten immer wieder auseinandergesetzt. Cynthia Richards z. B. empfiehlt, Kinder in den Jahren, in denen ihre Selbstmotivation noch nicht ausreicht, auf jeden Fall konsequent zum Üben zu bewegen, und zwar notfalls unter Einsatz täglicher Belohnungen. Sie begründet das u. a. damit, dass das Musizieren auch dem musikalisch geförderten Kind erst im Verlaufe der Adoleszenz zum echten Bedürfnis werde. Wenn der Heranwachsende sein Können zu diesem kritischen Zeitpunkt aber als ungenügend empfinde, werde er das Instrument, das ihn so frustriert, wahrscheinlich bald aufgeben. Eine Extremposition nimmt Amy Chua ein, die in ihrem Buch Battle Hymn of the Tiger Mother den Nutzen erzwungenen Übens propagiert. Am entgegengesetzten Ende des Spektrums befinden sich solche Bildungsprogramme, die ihre Aufgabe primär darin sehen, Schwellenängste abzubauen, und darum betonen, musikalisches Lernen mit Spaß und ohne Leistungsdruck ermöglichen und keine Virtuosen hervorbringen zu wollen.

### Der Lehrer
Wie u. a. Manfred Spitzer festgestellt hat, sind zumindest im Anfängerunterricht die Ausbildung des Lehrers und die Lehrmethode, die er verwendet, noch keine starken Determinanten für den Lernerfolg des Kindes. Viel ausschlaggebender ist es, ob der erste Lehrer, mit dem das Kind arbeitet, ein Gefühl von persönlicher Wärme bietet, und ob Schüler und Lehrer sich gegenseitig mögen und respektieren. Wenn es zu einem vertrauensvollen Bündnis zwischen beiden kommt, macht das Kind auch mit dem Instrument mit hoher Wahrscheinlichkeit bald gute Fortschritte. Erst im weiteren Unterricht hängt der Lernerfolg dann auch von der Fähigkeit des Schülers ab, zwischen den persönlichen und den professionellen Qualitäten des Lehrers zu unterscheiden.

## Instrumentalunterricht und Persönlichkeitsentwicklung
Unter dem Titel Musik(erziehung) und ihre Wirkung veröffentlichte der Musikpädagoge Hans Günther Bastian im Jahre 2000 die Ergebnisse einer Langzeitstudie, die er von 1992 bis 1998 an einer Reihe von Grundschulen in Berlin durchgeführt hatte. Seine Beobachtungen hatten Bastian u. a. davon überzeugt, dass eine erweiterte schulische Musikerziehung, die das Erlernen eines Instruments einschließt, bei Kindern zu einer Steigerung der Intelligenz – besonders des räumlichen Vorstellungsvermögens –, der geistigen Aufnahmefähigkeit, der Friedfertigkeit und des Selbstwertgefühls führe, und zwar unabhängig vom Bildungsniveau des Elternhauses. Die Intelligenzsteigerung erklärte er als Transfereffekt, d. h., er nahm an, dass bei der intensiven Beschäftigung mit dem komplexen Medium Musik kognitive Funktionen trainiert werden, die IQ-relevant seien. Die erhöhte soziale Kompetenz der musizierenden Kinder führte er auf Trainingseffekte des gemeinsamen Musikspiels zurück. Im Rahmen seiner Theorie der multiplen Intelligenzen hatte Howard Gardner in den 1980er Jahren ähnliche Thesen formuliert, und in der Schweiz hatte Maria Spychiger ähnliche Schulversuche wie Bastian bereits in den 1970er Jahren durchgeführt.
Vor dem Hintergrund des Diskurses um die hohe Ausfallquote im schulischen Musikunterricht und der Streichung von Subventionen für gemeinnützige Musikschulen griffen bildungsorientierte deutsche Zeitungen wie die FAZ und Die Zeit Bastians Befunde und Thesen so begierig auf, dass der sich bald genötigt sah, die Bedeutung der Transfereffekte zu relativieren, zumal ihn die Anfälligkeit der Studie für Presseübertreibungen auch bei Wissenschaftlerkollegen unter Kritik gebracht hatte.

## Anbieter
Anbieter von Instrumentalunterricht sind Privatlehrer, Musikschulen, allgemeinbildende Schulen und Volkshochschulen, gelegentlich wird Unterricht auch vom Instrumentaleinzelhandel angeboten. Diese Angebote stehen zumeist allen Interessierten ohne Zugangsbeschränkungen offen, während der Instrumentalunterricht an einer Musikfachschule (Berufsfachschule für Musik) und Musikhochschule der beruflichen Qualifizierung dient und in der Regel eine Zulassungsprüfung voraussetzt. Für besonders begabte Schüler, die kostenpflichtigen Unterricht erhalten, stehen in vielen Ländern Stipendien zur Verfügung, die von unterschiedlichsten Institutionen zur Verfügung gestellt werden.

### Privatlehrer
Da die Berufsbezeichnungen der Musik- oder Instrumentallehrer (wie Klavier- oder Gitarrenlehrer) ohne Zusatz eines anerkannten Ausbildungsabschlusses (wie beispielsweise ein Hochschuldiplom) nicht geschützt sind, gibt es bei privaten Instrumentallehrern, die ihre Gebühren direkt mit dem Schüler abrechnen, oftmals deutliche Kompetenzunterschiede, die erhebliche Auswirkungen auf den Unterrichtserfolg haben können. Neben Privatlehrern mit einem instrumentalpädagogischen Studienabschluss oder Musikstudenten und ausgebildeten Berufsmusikern, die ihre Lehrtätigkeit oftmals ohne pädagogische Zusatzqualifikation nebenberuflich, zuweilen jedoch aus wirtschaftlichen Zwängen auch hauptberuflich ausüben, gibt es insbesondere bei Unterrichtsangeboten für Instrumente, die auch oder vorrangig in Genres der populären Musik Verwendung finden (wie Gitarre und Keyboard in der Popmusik), zahlreiche musikalische Laien, die trotz geringer oder fehlender eigener Unterrichtserfahrung als Autodidakten Unterricht anbieten, und die teilweise durch Dumpingpreise die insbesondere in Ballungsgebieten oftmals prekäre Einkommenssituation hochqualifizierter Instrumentallehrer zusätzlich verschärfen.

### Musikschulen
Die Angebote öffentlicher und privater Musikschulen sind als Ergänzung zum schulischen Musikunterricht konzipiert und vermitteln über dessen Inhalte hinausgehende musikalische Kompetenzen. Neben dem Instrumental- und Gesangsunterricht bieten sie oft auch Programme zur musikalischen Früherziehung und im Rahmen der Erwachsenenbildung an. Die rund 950 öffentlichen Musikschulen, die in Deutschland im Verband deutscher Musikschulen organisiert sind, beschäftigen bevorzugt Instrumentallehrer, die über einen anerkannten Fachabschluss verfügen, auch wenn bei einem hohen Personalbedarf in Ballungsräumen oder einem geringen Angebot an Fachkräften in ländlichen Gebieten dieser Anspruch nicht immer realisiert werden kann. Daneben existieren viele private Musikschulen, bei denen die Auswahl der Lehrkräfte oftmals mehr nach pragmatischen Kriterien erfolgt, so dass die Unterrichtsqualität in einigen Fächern ähnliche Qualitätsschwankungen wie im Privatunterricht aufweist. Um den Lernenden günstige Tarife anbieten zu können, wird an Musikschulen vielfach Gruppenunterricht erteilt.

### Allgemeinbildende Schulen
Obwohl z. B. Leo Kestenberg sich in Preußen bereits in den 1920er Jahren dafür eingesetzt hatte, jedes Kind an der Schule ein Instrument erlernen zu lassen, wird Instrumentalunterricht an deutschsprachigen Schulen bis heute nur vereinzelt und meist auch nur an Gymnasien angeboten. Als Gründe dafür gelten ein fehlender gesellschaftlicher und bildungspolitischer Wille, den Musikunterricht gegenüber den als nützlicher empfundenen Haupt- und Kernfächern (v. a. Deutsch, Mathematik) aufzuwerten, und eine ungeeignete Ausbildung der Lehrer. Eine Pionierrolle bei der Einführung eines flächendeckenden schulischen Instrumentalunterrichts nimmt gegenwärtig die Bildungsinitiative „Jedem Kind ein Instrument“ ein, die es sich zum Ziel gesetzt hat, jedem Grundschulkind des Ruhrgebiets die Möglichkeit zu bieten, ein Musikinstrument eigener Wahl zu erlernen. Ähnliche Initiativen sind seitdem auch außerhalb Nordrhein-Westfalens entstanden, etwa an der Schloßparkschule in Völklingen-Geislautern. Regelmäßig wird Instrumentalunterricht an musischen Gymnasien und Musikinternaten angeboten. Daneben gibt es hier und da auch Regelschulen mit Bläser- oder Streicherklassen. Dieses Konzept stammt aus den Vereinigten Staaten, wo solche Instrumentalprogramme die Regelform des schulischen Musikunterrichts darstellen und selbst an vielen Grundschulen zum außercurriculären Angebot zählen.
Das in Deutschland im schulischen Musikunterricht seit dem 20. Jahrhundert verbreitete Klassenmusizieren mit Blockflöten oder Orff-Instrumenten zielt auf die Gehörbildung und die Erfahrung gemeinsamen Musizierens, aber nicht auf ein technisch anspruchsvolles Spiel und kann darum zwar als Instrumentalpropädeutik, aber nicht als Instrumentalunterricht im engeren Sinne eingestuft werden.

### Anbieter spezieller Unternehmens- und Unterrichtskonzepte

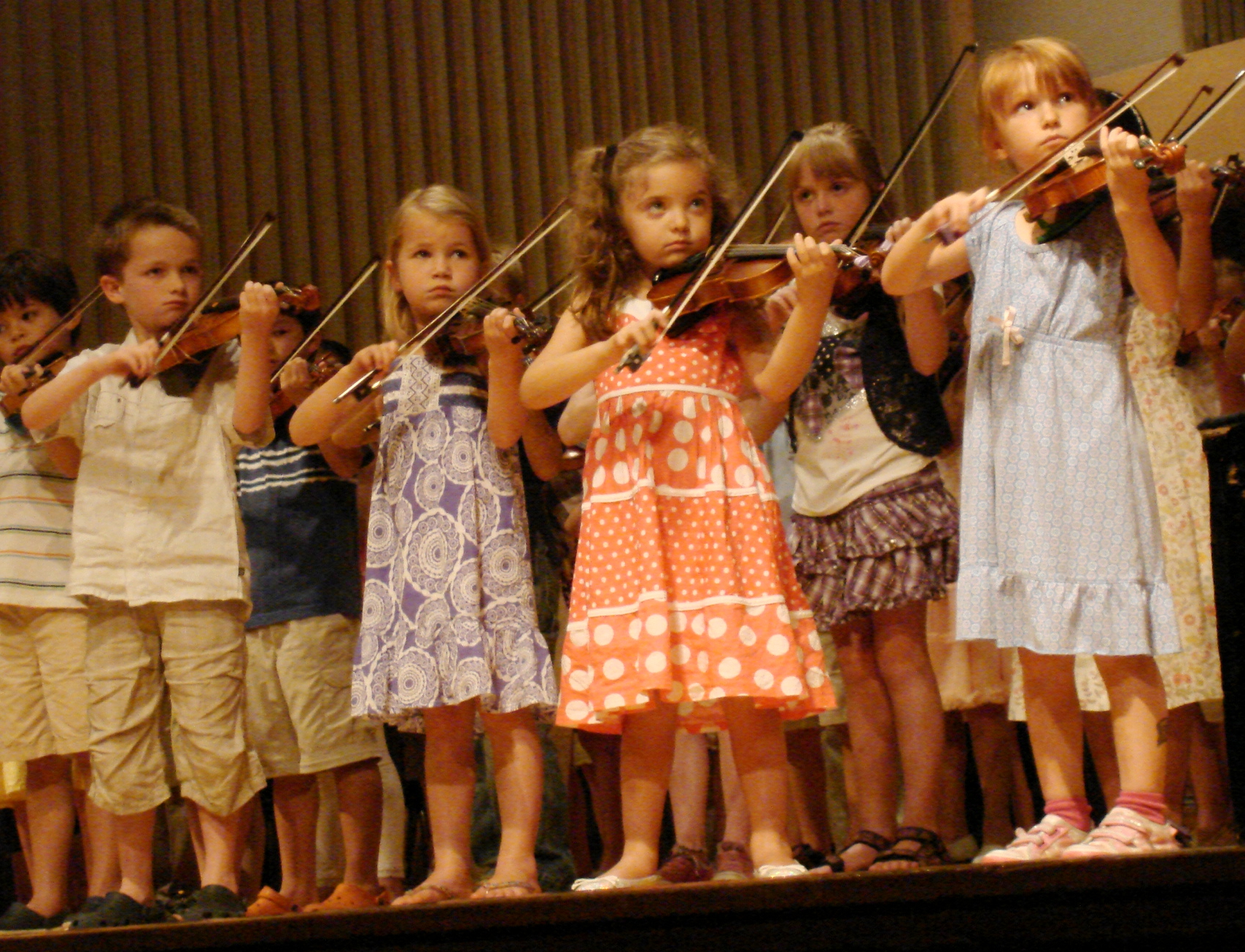
Das Spielen in der Gruppe ist ein Kernelement der Suzuki-Methode.

Bei überregional vertretenen Musikschulen, wie beispielsweise der Modern Music School oder Yamaha Music School, handelt es sich meist um Franchising-Konzepte mit teilweise unterschiedlichen Unternehmensphilosophien, denen jedoch gemeinsam ist, dass in den örtlichen Filialen durch die räumliche Ausstattung, die verwendeten Unterrichtsmaterialien und Fortbildungsmaßnahmen für Lehrkräfte ein Mindestmaß einheitlicher Qualitätsstandards gewährleistet werden soll.
Bei Unterrichtsanbietern mit Bezeichnungen wie Suzuki-Lehrer, Suzuki-Musikschule, Suzuki-Verein geht es vorrangig um die Umsetzung eines musikalischen und weltanschaulichen Gesamtkonzepts, das von dem japanischen Musikpädagogen Shinichi Suzuki für den Geigenunterricht mit Kindern im Vorschulalter entwickelt wurde und als Suzuki-Methode internationale Verbreitung gefunden hat. Die wesentlichen Merkmale der Methode, die inzwischen auch für andere Instrumente zur Verfügung steht, sind die intensive Einbeziehung eines Elternteils in den Unterricht und in das tägliche Üben des Kindes, der Verzicht auf ein frühes Notenlesen zugunsten einer Gehör- und Gedächtnisschulung mittels Tonträgern, die Arbeit mit einem vorgegebenen Repertoire an Studienstücken und das regelmäßige Spielen in der Gruppe.
Da die Verwendung der Bezeichnung „Suzuki“ im Zusammenhang mit einer musikalischen Lehrtätigkeit nicht geschützt ist, kann jeder sich selbst als „Suzuki-Lehrer“ und seine Angebote als „Suzuki-Unterricht“ (oder dergleichen) bezeichnen. Wer eine berufsergänzende Ausbildung an einem Suzuki-Institut mit entsprechenden Qualifikationsnachweisen absolviert hat, darf sich hingegen „autorisierter“ bzw. „anerkannter“ Suzuki-Lehrer nennen. Die Suzuki-Schulen sind im deutschsprachigen Raum teils als Vereine, teils als Privatschulen organisiert.

### Musikfachschulen und Musikhochschulen
Aufgrund der durch Unterrichtsstruktur und Zielsetzung bedingten Zulassungsbeschränkungen sind die der Ausbildung künftiger Berufsmusiker und Instrumentalpädagogen dienenden Musikfachschulen und Musikhochschulen nicht mit anderen Anbietern von Instrumentalunterricht vergleichbar.
Musikfachschulen oder Berufsfachschulen setzen mindestens einen Hauptschulabschluss voraus, die Angebote von Konservatorien und Musikhochschulen richten sich dagegen im Regelfall an Bewerber, die eine allgemeine Hochschulzugangsberechtigung haben. Die Aufnahme des Studiums in einem Instrumentalfach setzt in der Regel einen vorherigen Instrumentalunterricht mit mehrjährigem und intensivem Übungspensum voraus, da der Zugang zum Studium zumeist vom Bestehen einer Aufnahmeprüfung zum Nachweis der künstlerischen Befähigung abhängig ist.
Das Angebot an Instrumentalunterricht beinhaltet zumeist die klassischen Solo-, Ensemble- und Orchesterinstrumente, kann aber auch von stilistischen Schwerpunkten bestimmt sein (Historische Instrumente, volkstümliche Instrumente, Instrumente der Popmusik) und daher je nach Ausbildungsinstitut auch Unterschiede aufweisen. Der Instrumentalunterricht besteht im Regelfall aus dem von den Studierenden gewählten Hauptfach und dem Erlernen eines je nach Studienrichtung als Pflichtfach vorgeschriebenen zweiten Instruments. Obwohl der Instrumentalunterricht nur einen Teilaspekt der inhaltlich breit gefächerten Ausbildung darstellt, können mangelhafte Leistungen im Hauptfach in der Abschlussprüfung nicht durch andere Fächer kompensiert werden.

## Ferienkurse und Musikworkshops

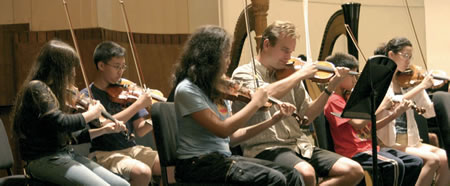
Teilnehmer eines Ferienkurses bei der täglichen Orchesterarbeit (ASCAP and Manhattan School of Music Summer Camp, 2007).

Eine Ergänzung des üblichen Unterrichtsangebots sind Musikworkshops, die meist als Wochenendveranstaltungen stattfinden, oder Ferienkurse von zumeist ein- bis zweiwöchiger Dauer, die in den Schul- oder Semesterferien angeboten werden. Hier können die Teilnehmer an mehreren aufeinanderfolgenden Tagen ein Programm absolvieren, das neben verschiedenen Unterrichtsformen (Einzelunterricht, Gruppenunterricht, Orchesterarbeit, Schnupperprogramme in benachbarten Disziplinen) auch den Besuch verschiedener Kulturevents und die aktive Teilnahme an Konzerten umfassen kann.
Die Angebotspalette reicht vom privat organisierten, eintägigen und für jeden Interessierten offenen „Schnupperkurs“ eines nur lokal tätigen Musiklehrers bis zu mehrwöchigen Großveranstaltungen mit Hunderten von Kursteilnehmern und Dozenten von Weltruf. Diese Veranstaltungen finden oftmals auch im Rahmen internationaler Musikfestivals statt und bieten besonders qualifizierten Teilnehmern die Möglichkeit, an sogenannten Meisterkursen renommierter Künstler teilzunehmen. Neben Kursen zur Förderung musikalischer Spitzenleistungen gibt es aber auch eine Vielzahl niederschwelliger Angebote im Bereich des Laienmusizierens, deren Bandbreite ebenso Musizierwochenenden für Suzuki-Schüler im Vorschulalter, wie Summer Camps für Schulorchester, Bandworkshops für Jugendliche oder Seminare für gestandene Freunde regionaler Volksmusik umfasst.

## Lehrwerke
Im Bereich der Lehrmethoden überwiegt in der Instrumentalpädagogik das Prinzip der Methodenvielfalt. Bei den als „Methoden“ und „Schulen“ publizierten instrumentalpädagogischen Werken handelt es sich zumeist um Lehrbücher für ein bestimmtes Instrument, die mehr oder weniger die Unterrichtskonzepte ihrer Autoren abbilden. Eine systematische Auflistung der zu erwerbenden Fertigkeiten und des im Unterricht zu erarbeitenden Repertoires wird als Syllabus bezeichnet.